# Delray Beach International Tennis Championships 2007 - Qualificazioni singolare
Le qualificazioni del singolare  del Delray Beach International Tennis Championships 2007 sono state un torneo di tennis preliminare per accedere alla fase finale della manifestazione. I vincitori dell'ultimo turno sono entrati di diritto nel tabellone principale. In caso di ritiro di uno o più giocatori aventi diritto a questi sono subentrati i lucky loser, ossia i giocatori che hanno perso nell'ultimo turno ma che avevano una classifica più alta rispetto agli altri partecipanti che avevano comunque perso nel turno finale.
Le qualificazioni del torneo Delray Beach International Tennis Championships  2007 prevedevano 16 partecipanti di cui 4 sono entrati nel tabellone principale.

## Teste di serie
1. Santiago Giraldo (ultimo turno)
2. Hugo Armando (ultimo turno)
3. Benedikt Dorsch (primo turno)
4. Alan Mackin (primo turno)

1. Todd Widom (primo turno)
2. Michael Lammer (ultimo turno)
3. Frédéric Niemeyer (ultimo turno)
4. Serhij Stachovs'kyj (Qualificato)

## Qualificati
1. Dušan Vemić
2. Serhij Stachovs'kyj

1. Jesse Levine
2. Scoville Jenkins

## Tabellone

### Legenda
| - Q = Qualificato - WC = Wild card - LL = Lucky loser | - ALT = Alternate - SE = Special Exempt - PR = Protected Ranking | - w/o = Walkover - r = Ritirato - d = Squalificato |

### Sezione 1
|  | Primo turno | Primo turno      | Primo turno | Primo turno | Primo turno |  |  | Ultimo turno | Ultimo turno     | Ultimo turno     | Ultimo turno | Ultimo turno |  |
|  |             |                  |             |             |             |  |  |              |                  |                  |              |              |  |
|  | 1           | Santiago Giraldo | 7           | 1           | 7           |  |  |              |                  |                  |              |              |  |
|  |             | James Auckland   | 64          | 6           | 64          |  |  | 1            | Santiago Giraldo | Santiago Giraldo | 4            | 4            |  |
|  |             | Dušan Vemić      | Dušan Vemić | 7           | 6           |  |  |              | Dušan Vemić      | Dušan Vemić      | 6            | 6            |  |
|  | 5           | Todd Widom       | Todd Widom  | 68          | 4           |  |  |              |                  |                  |              |              |  |

### Sezione 2
|  | Primo turno | Primo turno         | Primo turno         | Primo turno | Primo turno |  |  | Ultimo turno | Ultimo turno        | Ultimo turno        | Ultimo turno | Ultimo turno |  |
|  |             |                     |                     |             |             |  |  |              |                     |                     |              |              |  |
|  | 2           | Hugo Armando        | Hugo Armando        | 6           | 6           |  |  |              |                     |                     |              |              |  |
|  |             | Jean-Julien Rojer   | Jean-Julien Rojer   | 3           | 3           |  |  | 2            | Hugo Armando        | Hugo Armando        | 4            | 3            |  |
|  | 8           | Serhij Stachovs'kyj | Serhij Stachovs'kyj | 7           | 6           |  |  | 8            | Serhij Stachovs'kyj | Serhij Stachovs'kyj | 6            | 6            |  |
|  |             | Alex Clayton        | Alex Clayton        | 63          | 4           |  |  |              |                     |                     |              |              |  |

### Sezione 3
|  | Primo turno | Primo turno     | Primo turno     | Primo turno | Primo turno |  |  | Ultimo turno | Ultimo turno   | Ultimo turno   | Ultimo turno | Ultimo turno |  |
|  |             |                 |                 |             |             |  |  |              |                |                |              |              |  |
|  |             | Jesse Levine    | Jesse Levine    | 7           | 6           |  |  |              |                |                |              |              |  |
|  | 3           | Benedikt Dorsch | Benedikt Dorsch | 6           | 4           |  |  |              | Jesse Levine   | Jesse Levine   | 7            | 6            |  |
|  | 6           | Michael Lammer  | Michael Lammer  | 6           | 6           |  |  | 6            | Michael Lammer | Michael Lammer | 5            | 0            |  |
|  |             | Olivier Sajous  | Olivier Sajous  | 3           | 4           |  |  |              |                |                |              |              |  |

### Sezione 4
|  | Primo turno | Primo turno       | Primo turno       | Primo turno | Primo turno |  |  | Ultimo turno | Ultimo turno      | Ultimo turno | Ultimo turno | Ultimo turno |  |
|  |             |                   |                   |             |             |  |  |              |                   |              |              |              |  |
|  |             | Scoville Jenkins  | 6                 | 4           | 6           |  |  |              |                   |              |              |              |  |
|  | 4           | Alan Mackin       | 3                 | 6           | 4           |  |  |              | Scoville Jenkins  | 64           | 7            | 6            |  |
|  | 7           | Frédéric Niemeyer | Frédéric Niemeyer | 6           | 6           |  |  | 7            | Frédéric Niemeyer | 7            | 65           | 2            |  |
|  |             | Roman Borvanov    | Roman Borvanov    | 3           | 2           |  |  |              |                   |              |              |              |  |